# Pusztafogacs
Pusztafogacs Tarnaméra külterületéhez tartozó tanyavilág, Natura 2000-es terület Heves vármegye Hevesi járásában.

## Fekvése
Pusztafogacs a Tarnaméra, Jászszentandrás, Boconád és Zaránk által határolt területen helyezkedik el Heves vármegye déli részén.

## Története
Pusztafogacs első írásos említése az 1300-as évek második feléből származik. A terület az évszázadok során többször elnéptelenedett, de mindig újra lakottá vált.
Pusztafogacs egészen a 70-es évek közepéig lakott tanyavilág volt, de az iskola bezárása, valamint a termelőszövetkezet nagytáblás földművelésre való törekvései végleg halálra ítélték a kis tanyákat.
A területen körülbelül 105 lakóház és hozzájuk tartozó gazdasági épület állt, valamint hozzá tartozott egy kis kápolna, melynek védőszentje Nepomuki Szent János. A tanyákat már régen elbontották, de a kápolna és a hozzá tartozó kis temető még mindig áll.
A kápolnát 1776-ban kezdte el építeni Almásy gróf, az ő nevéhez fűződik a tarnamérai Almásy kastély is, ami ma rendőrség történeti múzeumként működik.
A kápolna a terület elhagyása után pusztulásnak indult. A fémből készült toronysüveget, valamint az egész tetőszerkezetet ellopták, emiatt az külső vakolat bomlásnak indult, bent pedig vandál kezek tették tönkre a fal burkolatát. A kápolna a 90-es évek közepére igen romos állapotba került, a kápolna mennyezetén lévő Jézust ábrázoló freskó teljesen eltűnt a beázások miatt. Megmentésére ekkor született meg az első kezdeményezés, elkészíttették a kápolna tetőszerkezetét és a toronysüveget is, valamint megrendezték a búcsút, melyet hagyományosan május 16-án ünnepeltek a fogacsiak és sok más környékbeli. Nem kellett sok idő, és ismét ellopták a toronysüveg fém borítását, átgázolva a tetőszerkezeten. Az épületre ekkor ismét évtizedes elhanyagoltság várt.
2008-ban ismét kézbe vették a kápolna megmentésének ügyét, és megalakult a Pusztafogacsi Kápolnáért Közhasznú Egyesület, melynek tagsága volt fogacsiakból, leszármazottaikból, és a kápolna helyreállításának pártolóiból áll.
2009-ben ismét megrendezték a Fogacsi Búcsút, melyre 400 ember érkezett. Ebből is látszik, hogy az emberek még nem felejtették el az egykori tanyavilágot.
Az egyesület 2009 elején pályázatot nyújtott be, melynek tárgya a kápolna felújítása. A pályázat eredményét szeptember 12-én, a II. Fogacs Napja című rendezvényen jelentette be Godó Lajos országgyűlési képviselő. Mindenki legnagyobb örömére a pályázat kedvező elbírálásban részesült, így az egyesület egy tetemes összeget nyert a kápolna és annak környékének helyreállítására.

## Nevezetességei
- Nepomuki Szent János kápolna
- Nepomuki Szent János szobor
- A Ledneczky család kriptája